# Clavicollis bruckii
Clavicollis bruckii là một loài bọ cánh cứng trong họ Anthicidae. Loài này được von Kiesenwetter miêu tả khoa học năm 1870.